# Ollaberry
Ollaberry (en norrè: Olafrsberg, que significa "Turó d'Olaf") és un petit poble de Northmavine, gran península situada al nord-nord-oest de l'illa de Mainland, a les Shetland.
Ollaberry es troba a 53 km de Lerwick, capital de l'arxipèlag.

## Geografia

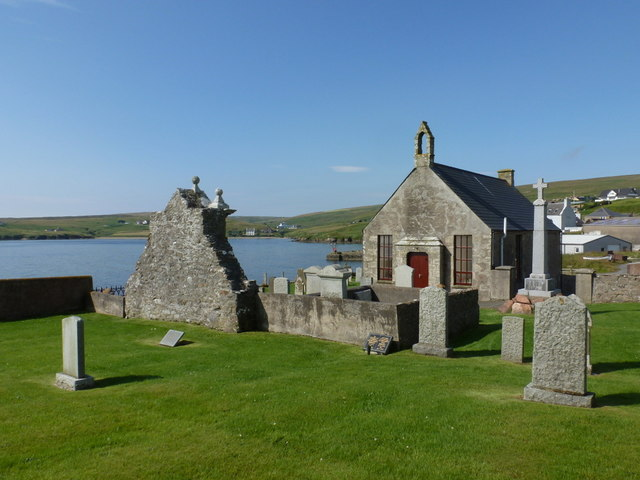
Església i cementiri.

Ollaberry es troba a la parròquia de Northmaven. Era antigament una parròquia separada però es va unir a la de Northmaven al segle XVI. Per carretera, Ollaberry es troba a 17,5 km al nord de Brae i a 12,7 km a l'est-nord-est de Hillswick. Es troba a la badia d'Ollaberry, a la riba oest del Yell Sound, amb l'illa de Lamba a uns 1,4 quilòmetres a l'est. Hi ha una petita platja i un moll a Ollaberry, i un penya-segat escarpat que cau al mar al nord-est de la població.

## Punts de referència
Al poble hi ha una església. Al cementiri hi ha un gran monument commemoratiu amb columnes inspirades en l'estil a corinti, obra de l'escultor John Forbes del 1754. Conegut com a Ollaberry Kirkyard Monument, va ser designat com a monument històric d'Escòcia de categoria B el 18 d'octubre de 1977.

## Educació

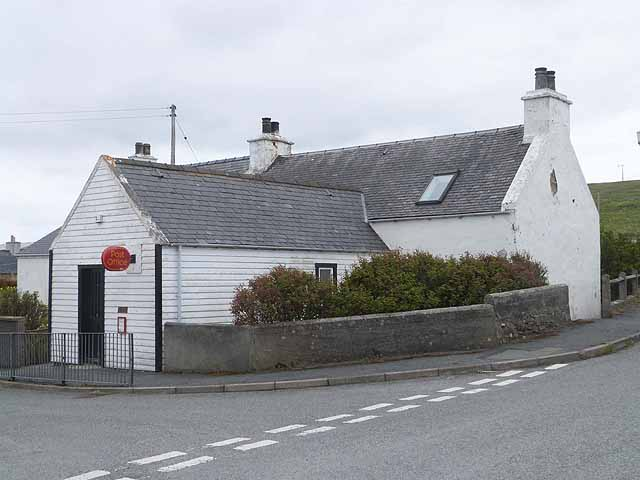
Oficina de correus.

Després de la Llei de 1872, es va formar un consell escolar a les illes Shetland l'any següent, establint escoles a Ollaberry, North Roe, Collafirth, Eshaness, Urafirth i Sullom. L'escola primària d'Ollaberry es va fundar el 1873, i la van seguir les altres fins a completar-se el 1880. L'autoritat educativa de les Shetland va obtenir-ne la gestió el 1919.
El 2014 es va proposar tancar les escoles North Roe i Urafirth i fusionar-les amb la d'Ollaberry. La proposta de fusió havia d'estalviar 156.000 £ a l'any en despeses.